# Заббаров, Айдар Талгатович
Айда́р Талга́тович Забба́ров (тат. Айдар Тәлгать улы Җаббаров; род. 10 июля 1991, Набережные Челны, Татарская ССР, СССР) — российский театральный режиссёр. Главный режиссёр  Татарского государственного театра драмы и комедии имени Карима Тинчурина. Лауреат премии Президента Российской Федерации для молодых деятелей культуры (2023).

## Биография
Айдар Заббаров родился 10 июля 1991 года в городе Набережные Челны. В 2012 году окончил татарский актёрский курс Казанского театрального училища в мастерской главного режиссёра Театра им. Г. Камала Ф. Р. Бикчантаева и был принят в театр актёром. Но уже через год молодой артист драмы, ещё в студенчестве пробовавший свои силы в режиссуре, поступил в ГИТИС (мастерская известного российского режиссёра и педагога С. В. Женовача).
Во время учёбы в ГИТИСе режиссёрские эскизы А. Заббарова привлекали к себе внимание и, как пишут критики, «в Москве зашелестели о новом ученике Сергея Женовача» (О. Егошина, «Театрал»). Ну а после студенческого «Собачьего сердца» по роману М. Булгакова о нём заговорили как о молодом художнике с оригинальным мышлением.
В 2017 году, будучи студентом 4 курса, А. Заббаров поставил в Театре им. Г. Камала преддипломный спектакль под названием «Все плывут и плывут облака…». А. Заббарову удалось выразить мироощущение своего современника через бережное освоение классического текста, «присваивая» большую литературу и открывая её для представителей молодого поколения зрителей татарского театра. Метафорический язык, блестящие актёрские работы молодых артистов целостного театрального высказывания привлекли внимание общественного. За постановку спектакля А. Заббаров был удостоен Премии им. Д. Сиразиева — татарского режиссёра-новатора XX в., творчество которого провозгласило новую эпоху в области поиска театрального языка.
А. Заббаров, как правило, является автором драматургической основы своих спектаклей. И в основу постановок ложатся прозаические классические и современные тексты. И, как правило, каждый раз режиссёр становится первооткрывателем того или иного текста, театральный потенциал которого оказался незамеченным и невостребованным.
Первым выходом повести «Казаки» Л. Толстого на театральные подмостки стал «Беглец» в постановке А. Заббарова на сцене Санкт-Петербургского театра Ленсовета (2017). Рецензенты отмечали, что «есть какая-то тайна в адекватности текста и спектакля» (А. Кислова, блог «Петербургского театрального журнала»), и речь здесь прежде всего в режиссёрском умении сохранить в первозданности автора и представить его мир театральными средствами в некоем объективном понимании современного человека. Постановка приняла участие в III Биеннале современного искусства «Уроки режиссуры», Фестивале губернских театров «Фабрика Станиславского». А исполнитель главной роли был номинирован на Высшую театральную премию Санкт-Петербурга «Золотой софит».
Дипломной работой А. Заббарова стал спектакль «И это жизнь?…» (2018) по прозе Г. Исхаки. Постановка принесла шесть номинаций на Национальную российскую премию «Золотая маска» (2019) в том числе в номинации «Лучший спектакль большой формы» и «Лучшая работа режиссёра», а также победу в номинации «Событие года» региональной театральной премии «Тантана».
Редкая гостья театральных подмостков — повесть «Белые ночи» Ф. М. Достоевского на сцене МХТ им. А. Чехова (2019) в постановке А. Заббарова характеризовалась критиками как новизна в области освоения классического текста через образный, метафорический театральный язык, когда не просто герой и сюжет, но и сам сложный текст «становится действующим лицом». Открытием стал и режиссёрский способ работы с актёрами, которые в открытом взаимодействии с массивом литературного текста успевали филигранно дать «урок психологического театра» (Е. Алдашева, «Театр»).
«Соловьев и Ларионов» по роману Е. Водолазкина (2019) в Московском театре «Современник» в интерпретации молодого режиссёра (он же автор инсценировки) автор произведения характеризовал удачной театральной версией своего романа, в которой режиссёру удалось найти нужный эквивалент театральности в передаче сложного, многослойного текста (Е. Водолазкин, ТАСС).
«Пять вечеров» по пьесе А. Володина (2021) на сцене камаловского театра стала первой инсценизацией драмы драматурга в истории татарского театра и абсолютным театральным впечатлением для зрителей и профессионалов. Шесть персонажей были помещены режиссёром в большой мир, сценический космос, в котором частная история любви и верности обнаруживала «надбытовой и философский характер».
Театральная версия повести И. Сиразиева «Покаяние» (2021) в татарском театре города Буинск с большим успехом прошел в рамках Международного театрального фестиваля «Радуга» в Санкт-Петербурге. Спектакль «Алмачуар» по повести Г. Ибрагимова (2022), поставленный режиссёром в маленьком государственном татарском театре драмы в деревне Атня под Казанью вошел в лонг-лист Национальной театральной премии «Золотая маска».
«Он ещё не был женат» (2022) по ранней повести Г. Исхаки (впервые на сцене) в Альметьевском татарском театре драмы вновь стал открытием в области поисков театрального языка, в котором сочеталась яркая театральная игра в образы и прообразы, вкупе с психологическим существованием (победа в номинации «Лучшая эпизодическая роль» и «Лучшая мужская роль» региональной театральной премии «Тантана» (Триумф).
Одной из последних премьер на сцене камаловского театра стала дилогия «Я не вернусь» и «Я не вернусь. Мечты», о вымирающей татарской деревне и населяющих её людях. А. Заббаров с группой актёров отправился в творческую экспедицию и собрал материал для своего документального спектакля. Пьеса в технике вербатим была прошита фрагментами из произведений выдающихся татарских писателей (автор драматургической основы — сам режиссёр). Сценическая версия стала синтезом документа и искусства, когда-то уже отразившего жизнь этого поколения в литературных текстах. Театральная игра и личностное погружение художника как способ и закон театра был предъявлен молодым режиссёром в новом спектакле, который нашел большой отклик в зрительской и профессиональной аудитории — спектакль завоевал Гран-при V Фестиваля «Уроки режиссуры» Биеннале театрального искусства (2022).
Кроме собственно постановки спектаклей А. Заббаров пробует свои силы и в театральной педагогике: работал вторым педагогом на курсе Ф. Р. Бикчантаева в Казанском институте культуры, в данный момент является преподавателем на режиссёрском факультете ГИТИСа.

## Спектакли
1. «Все плывут и плывут облака» по произведениям Х. Туфана, Т. Миннуллина (Татарский государственный академический театр им. Г. Камала, 2017 г.)
2. «Беглец» по повести Л. Толстого «Казаки» — (Санкт-Петербургский академический театр им. Ленсовета, 2017 г.)
3. «И это жизнь?…» по прозе Г. Исхаки (Татарский государственный академический театр им. Г. Камала, 2018 г.)
4. «Соловьёв и Ларионов» по роману Е. Водолазкина (Московский театр «Современник», 2019 г.)
5. «Белые ночи» по повести Ф. М. Достоевского (Московский художественный театр им. А. П. Чехова, 2019 г.)
6. «Пять вечеров», А. Володин (Татарский государственный академический театр им. Г. Камала, 2019 г.)
7. «Я не вернусь», А. Заббаров (Татарский государственный академический театр им. Г. Камала, 2020 г.)
8. «Я не вернусь. Мечты», А. Заббаров (Татарский государственный академический театр им. Г. Камала, 2021 г.)
9. «Покаяние» по повести И. Сиразиева (Буинский государственный драматический театр, 2021 г.)
10. «Алмачуар» по повести Г. Ибрагимова (Атнинский государственный драматический театр им. Г. Тукая, 2021 г.)
11. «Театр&Музыка. Яхин» (спектакль-концерт с участием оркестра театра, автор сценической версии А. Заббаров) (Татарский государственный академический театр им. Г. Камала, 2021 г.)
12. «Он ещё не был женат» по повести Г. Исхаки (Альметьевский татарский театр драмы, 2022 г.)
13. «Пепел» по пьесе Коки Митани «Академия смеха» (Татарский государственный академический театр им. Г. Камала, 2022 г.)
14. «Попрыгунья» по рассказу А. Чехова (Государственный академический Театр им. Евг. Вахтангова, 2022 г.)
15. «Музей» по пьесе Е. Водолазкина (Театральная резиденция «Особняк Демидова», 2022 г.)
16. «Марево» по повести А. Еники (Татарский государственный академический театр им. Г. Камала, 2022 г.)
17. «Ситцевая свадьба» по пьесе И. Зайниева (Татарский государственный академический театр им. Г. Камала, 2023 г.)
18. «Конокрад»/«Ат карагы» по пьесе Т. Миннуллина (Альметьевский татарский государственный драматический театр, 2023 г.)
19. "Воскресение" по роману Л.Толстого (Санкт-Петербургский академический театр имени Ленсовета — драматический театр, 2023 г.)
20. "Возвращение Тукая" / "Казанга Тукай кайткан" (Татарский государственный академический театр им. Г. Камала, 2024г.)

## Награды
- Премия Президента Российской Федерации для молодых деятелей культуры (21 марта 2023 года) — за вклад в развитие отечественного театрального искусства[2].

1. «Все плывут и плывут облака» по произведениям Х. Туфана, Т. Миннуллина (Татарский государственный академический театр им. Г. Камала, 2017 г.)
  - За постановку спектакля режиссёр был удостоен Общественной Премии им. Д. Сиразиева;
  - Участник IV Международного театрального фестиваля «История государства Российского. Отечество и судьбы»
2. «Беглец» по повести Л. Толстого «Казаки» — (Санкт-Петербургский академический театр им. Ленсовета, 2017 г.)
  - Номинант на Высшую театральную премию Санкт-Петербурга «Золотой софит» (номинации «Лучшая мужская роль» (И. Батарев, А. Крымов), «Лучшийспектакль на малой сцене»)
  - участник III Биеннале театрального искусства в рамках конкурсной программы фестиваля «Уроки режиссуры» — 2019
3. «И это жизнь?…» по прозе Г. Исхаки (Татарский государственный академический театр им. Г. Камала, 2018 г.)
  - Спектакль-номинант на Российскую театральную премию «Золотая маска»-2019 в номинациях:
    - «Лучший спектакль большой формы»,
    - «Лучшая работа режиссёра»,
    - «Лучшая женская роль второго плана» (Л. Рахимова)
    - «Лучшая мужская роль» (И. Хайруллин),
    - «Работа художника» (Б. Ибрагимов),
    - «Работа художника по свету» (О. Окулова);

  - Победитель в номинации «Событие года» театральной премии Татарстана «Тантана» (Триумф);
  - Участник XX Международный театральный фестиваль «Радуга» (Санкт-Петербург, 2019);
  - VII Международный фестиваль тюркоязычных театров «Туганлык»
4. «Пять вечеров», А. Володин (Татарский государственный академический театр им. Г. Камала, 2019 г.)
  - Победитель в номинации «Лучшая женская роль» театральной премии Татарстана «Тантана» (Триумф);
  - Участник XXI Международного театрального фестиваля им. Ф. Волкова;
  - Участник XVIII Всероссийского театрального фестиваля «Пять вечеров» им. А. М. Володина
5. «Я не вернусь», А. Заббаров (Татарский государственный академический театр им. Г. Камала, 2020 г.)
  - Гран-при V Фестиваля «Уроки режиссуры» Биеннале театрального искусства
6. «Я не вернусь. Мечты», А. Заббаров (Татарский государственный академический театр им. Г. Камала, 2021 г.)
  - Победитель в номинации «Лучшая женская роль» и «Лучшая мужская роль» театральной премии Татарстана «Тантана» (Триумф)
7. «Покаяние» по повести И. Сиразиева (Буинский государственный драматический театр, 2021 г.)
  - Участник XXII Международного театрального фестиваля «Радуга» (СПб)
8. «Алмачуар» по повести Г. Ибрагимова (Атнинский государственный драматический театр им. Г. Тукая, 2021 г.)
  - Победитель в номинации «Лучший актёрский ансамбль» театральной премии Татарстана «Тантана» (Триумф);
  - Участник III Всероссийского театрального фестиваля национальных театров «Федерация»,
  - Лонг-лист Национальной театральной премии «Золотая маска»
9. «Он ещё не был женат» по повести Г. Исхаки (Альметьевский татарский театр драмы, 2022 г.)
  - Победитель в номинации «Лучшая мужская роль», «Лучшая эпизодическая роль» театральной премии Татарстана «Тантана» (Триумф)
10. «Пепел» по пьесе Коки Митани «Академия смеха» (Татарский государственный академический театр им. Г. Камала, 2022 г.)                                                     - Победитель в номинации «Лучший спектакль малой формы» театральной премии Татарстана «Тантана» (Триумф), 2023 г.
11. "Конокрад" / "Ат карагы" (Альметьевский татарский театр драмы, 2023 г.)

- Победитель в номинации «Лучший актерский ансамбль», театральной премии Татарстана «Тантана» (Триумф), 2023